# Henry Sewell
Henry Sewell (Newport, 7 settembre 1807 – Cambridge, 14 maggio 1879) è stato un politico neozelandese, primo primo ministro della Nuova Zelanda, carica che ha ricoperto per due settimane dal 7 maggio al 20 maggio 1856.

## Primi anni
Sewell era il quarto figlio di Thomas Sewell, un avvocato, e di sua moglie Jane, nata Edwards. Nacque il 7 settembre 1807 nella città di Newport. Studiò alla Hyde Abbey School, vicino a Winchester. Si qualificò come avvocato e nel 1826 si unì allo studio legale del padre.